# Krakelering
Krakelering betegner den fine revnedannelse der over tid kan opstå i overfladen på forskellige materialer på grund af udtørring, ælde eller påført med vilje. Udtrykket bruges især om skader på gamle malerier, men også om keramik, fajance og andre materialer, der benyttes til kunstværker. Krakeleringer kan i nogle tilfælde afsløre et kunstfalskneri, eftersom de er svære at forfalske, så de får et autentisk udseende. Kunstforfalskeren Eric Hebborn udviklede en teknik, som Tony Tetro udbyggede ved at benytte formaldehyd og en speciel opvarmningsteknik.
Krakeleringer, som er opstået ved udtørring af et maleri, vil typisk få farverne til at afskalle fra lærredet. På malerier ses dette, hvis der ovenpå en fed grundmaling lægges en hurtigtørrende overflademaling. Processen fremskyndes nogle gange ved, at der er anvendt forskellige kemiske sammensætninger af grundmaling og farverne på overfladen. Krakeleringer som følge af udtørring kan skabe væsentlig større skader end dem, der er forårsaget af ælde.
Franske hollandske og italienske malerier ser ud til at krakelere efter forskelligt mønster. Krakeleringer kan desuden afsløre de teknikker, en kunstner har benyttet sig af, hvilke omstændigheder maleriet har gennemlevet, og hvordan det er blevet transporteret eller forsøgt restaureret.
i keramiken fremkaldes krakelering ofte ad kunstig vej for at opnå en dekorativ virkning.
Krakelering kan også være bevidst påført som dekoration eller som et forsøg på at skabe kunstig patina. Den blev anvendt af kineserne og andre asiatiske folkeslag, som for tusinde år siden kendte en teknik, der skabte krakeleringer på blandt andet porcelæn, som kunne fremhæves ved at gnide sort farvestof ind sprækkerne.